# Fernando Guerrero (voetbalscheidsrechter)
Fernando Guerrero Ramírez (14 september 1981) is een Mexicaans voetbalscheidsrechter. Hij is sinds 2014 aangesloten bij de wereldvoetbalbond FIFA. Ook leidt hij wedstrijden in de Mexicaanse nationale competitie en is hij een scheidsrechter bij de Noord-Amerikaanse voetbalbond. Ramos leidde op 6 november 2010 zijn eerste wedstrijd in het betaald voetbal in de Apertura van de Primera División de Mexico tussen Club San Luis en Santos Laguna (1–1). Zijn meeste competitiewedstrijden leidde Ramos in het seizoen 2014/15: in de Apertura en in de Clausura werd hij aangesteld als arbiter voor respectievelijk dertien en veertien competitieduels, plus tweemaal twee wedstrijden in de aansluitende Liguilla. In de Apertura werd alleen Jorge Pérez Durán (14) vaker aangesteld. Guerrero floot op 18 september 2014 zijn eerste wedstrijd in een internationaal clubtoernooi, de CONCACAF Champions League: het groepsduel tussen Sporting Kansas City uit de Verenigde Staten en Deportivo Saprissa uit Costa Rica eindigde in een 3–1 overwinning voor Kansas City (vijf gele kaarten). Een week later leidde hij de groepswedstrijd tussen de Salvadoraanse club CD FAS en de New York Red Bulls (0–0); Guerrero kende de Red Bulls een strafschop toe, die vervolgens door Saër Sène werd overgeschoten. Op 29 maart 2015 werd Guerrero door de CONCACAF aangesteld voor zijn eerste interland: hij floot de kwalificatiewedstrijd voor het wereldkampioenschap voetbal 2018 tussen Dominica en de Britse Maagdeneilanden (0–0), met landgenoot Paul Delgadillo als vierde official. Zelf was Guerrero in mei 2014 reeds betrokken geweest bij een A-interland, ook als vierde official: een oefeninterland ter voorbereiding op het wereldkampioenschap voetbal 2014 in het Aztekenstadion tussen Mexico en Israël (3–0), ter ondersteuning van hoofdscheidsrechter Elmer Bonilla (El Salvador). In juli 2015 werd Guerrero door de CONCACAF opgenomen in de arbitrale selectie voor de CONCACAF Gold Cup, gehouden in de Verenigde Staten en Canada. Ook landgenoten Roberto García Orozco en César Ramos Palazuelos waren actief op het toernooi. Guerrero zelf werd op de tweede speeldag aangesteld voor het groepsduel tussen Costa Rica en Jamaica (2–2), met de Cubaan Yadel Martínez als vierde man.
Fernando Guerrero werd in een wedstrijd in de Clausura 2015 op 9 mei 2015 tussen uiteindelijke kampioen Santos Laguna en Puebla FC (2–2, vier gele kaarten) aangevallen door een supporter. De wedstrijd werd tijdelijk stilgelegd, maar uiteindelijk probleemloos uitgespeeld. De gearresteerde toeschouwer werd twee dagen later op borgtocht vrijgelaten.

## Interlands
| Datum           | Wedstrijd                         | Uitslag | Competitie           | Kreeg geel | Kreeg voor de tweede keer geel en dus rood | Weggestuurd |
| --------------- | --------------------------------- | ------- | -------------------- | ---------- | ------------------------------------------ | ----------- |
| 29 maart 2015   | Dominica – Britse Maagdeneilanden | 0 – 0   | Kwalificatie WK 2018 | 2          | 0                                          | 0           |
| 8 juli 2015     | Costa Rica – Jamaica              | 2 – 2   | CONCACAF Gold Cup    | 1          | 0                                          | 0           |
| 8 januari 2016  | Panama – Cuba                     | 4 – 0   | Kwalificatie CA 2016 | 5          | 0                                          | 0           |
| 15 januari 2017 | El Salvador – Honduras            | 1 – 2   | Copa Centroamericana | 2          | 0                                          | 3           |
| 20 januari 2017 | Honduras – Costa Rica             | 1 – 1   | Copa Centroamericana | 4          | 0                                          | 0           |
| 8 juli 2017     | Verenigde Staten – Panama         | 1 – 1   | CONCACAF Gold Cup    | 0          | 0                                          | 0           |
| 30 mei 2018     | Peru - Schotland                  | 2 - 0   | vriendschappelijk    | 0          | 0                                          | 0           |

## Statistieken
| Seizoen         | Competitie      | Wedstrijden | Kaarten    | Kaarten                                    | Kaarten     |
| Seizoen         | Competitie      | Wedstrijden | Kreeg geel | Kreeg voor de tweede keer geel en dus rood | Weggestuurd |
| --------------- | --------------- | ----------- | ---------- | ------------------------------------------ | ----------- |
| 2010/11         | Liga MX         | 8           | 28         | 0                                          | 1           |
| 2011/12         | Liga MX         | 16          | 83         | 0                                          | 2           |
| 2012/13         | Liga MX         | 24          | 117        | 2                                          | 5           |
| 2013/14         | Liga MX         | 30          | 141        | 9                                          | 1           |
| 2014/15         | Liga MX         | 31          | 138        | 15                                         | 2           |
| 2015/16         | Liga MX         | 34          | 169        | 10                                         | 9           |
| Carrière totaal | Carrière totaal | 143         | 676        | 36                                         | 20          |